# Кроун, Роман Васильевич
Рома́н (Ро́берт) Васи́льевич Кро́ун (англ. Robert Crown; 21 декабря 1753 (1 января 1754), Перт, Шотландия — 21 апреля (3 мая) 1841, Санкт-Петербург, Российская империя) — полный адмирал русского флота шотландского происхождения.

## Биография

### Детство
Роберт Кроун родился в Шотландии, на ферме Мортун, в миле к северу от города Перта. Его семья, связанная со старинным кланом Макгрегор, арендовала ферму в течение нескольких столетий. Роберт был единственным ребёнком в семье, поэтому родители хотели оставить его при себе, а потому видели для него будущее врача или купца. Будущий адмирал с детства имел тягу к морю, однако, не желая разочаровывать родителей, он согласился стать купцом и в 11-летнем возрасте был отправлен в купеческую контору к Провшу Симсону. Однако, не оставив мечту о море, Роберт бежал из дома и пешком направился в Эдинбург. В Лейте его нашли рабочие, посланные родителями. Ребёнка, растроганного историей об отчаянии матери, увезли домой. Однако отец Роберта, видя тягу сына к морю, решил определить его на морскую службу. Мать согласилась на это лишь при условии, что Роберт будет служить на маленьком одномачтовом почтовом судне, курсирующем между Пертом и Лондоном.

### В русском флоте

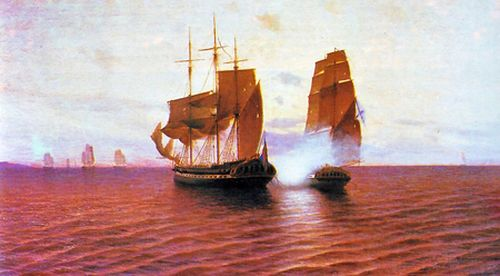
И. П. Фёдоров. Захват катером «Меркурий» шведского фрегата «Венус» 21 мая 1789 года

В 1788 году, будучи лейтенантом британского флота, Роберт Кроун был принят на службу в Балтийский флот России в том же звании. В России шотландский лейтенант получил русские имя и отчество — Роман Васильевич. Он был назначен командиром катера «Меркурий». Командуя этим кораблём, Кроун принимал участие в войне со Швецией 1788—90 годов. В начале мая 1789 года «Меркурий» под командованием Кроуна вступил в бой со шведским тендером «Снапоп» и взял его на абордаж. А в бою 21 мая у залива Христианс-фьорд в проливе Каттегат атаковал 44-пушечный шведский фрегат «Венус». Зайдя с кормы, Кроун артиллерийским огнём сбил противнику такелаж, удерживая свой корабль в зоне, где большая часть артиллерии превосходящего его противника действовать по нему не могла. Примерно через полтора часа боя «Венус» спустил флаг, в плен сдалось 280 человек экипажа. Потери экипажа «Меркурия» — 4 убитых и 6 раненых. За это Роман Васильевич был награждён орденом Святого Георгия 4-го класса, произведён в чин капитана 2-го ранга и назначен командиром захваченного фрегата.

За отличную храбрость, оказанную в разных поисках против неприятеля на кутере «Меркурий» и за взятие шведского 44 пуш. фрегата «Венус»

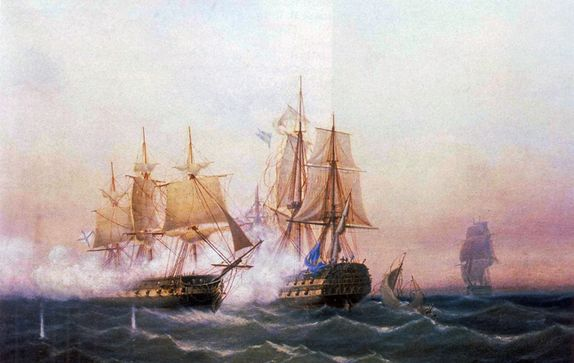
К. В. Шаренберг. Захват фрегатом «Венус» шведского линейного корабля «Ретвизан» 23 июня 1790 года

В 1790 году Кроун участвовал в морском сражении под Ревелем, за которое получил золотую шпагу с надписью «За храбрость». В сражении у Выборга, произошедшем 22 июня 1790 года, Кроун потопил 12 гребных судов и захватил пять галер, катер и транспортное судно, за что был награждён орденом Святого Владимира 3-й степени.

За отличную храбрость при Выборге 22 июня 1790 г. и за взятие шведского 64 пушечного корабля «Ретвизан»
Также капитан заставил сдаться 64-пушечный корабль «Ретвизан», был произведён в капитаны 1-го ранга и получил пожизненную пенсию.
В 1798—1799 годах Кроун участвовал в Голландской экспедиции, где отличился при захвате франко-голландского флота у мыса Гельдер. За это 29 января 1799 года получил звание контр-адмирала, а 11 февраля 1804 года — вице-адмирала. Командовал эскадрой Балтийского флота.
В 1812 году адмирал был отправлен в Архангельск, где принял шесть новых кораблей и северным путём отправился в Англию. Вместе с английской эскадрой он участвовал в блокаде портов Франции, Голландии и Дании, а также в захвате судов, идущих в осаждённые северогерманские порты. В 1814 году на флагманском корабле Кроуна из Лондона во Францию был перевезён король Людовик XVIII.
После окончания войны в 1816—1827 годах Роман Васильевич ежегодно командовал Практической эскадрой кораблей на Балтике. Несмотря на годы и заслуги, до старости сохранял подвижность и большую физическую силу, мог сам забраться на мачту, чтобы проверить работу матросов. Отличался живым, общительным характером. Поэт Петр Андреевич Вяземский, общавшийся с Кроуном в 1825 году во время плавания из Ревеля в Кронштадт на линейном корабле «Сисой Великий», вспоминал об адмирале как о «храбром, ласковом, добродушном» человеке.
8 февраля 1824 года он был произведён в адмиралы, а в 1831 году вышел в отставку и поселился в Петербурге, где прожил оставшуюся жизнь.
В 1835 году был удостоен звания генерала, состоящего при Особе Его Величества.

## Память
Адмирал Кроун был похоронен на Смоленском евангелическом кладбище. Герб Кроуна был внесен в Общий гербовник дворянских родов Российской империи.

## Семья
Был женат трижды. В 1775 году он женился на Саре Примроуз (1759—1780), которая в 1780 году умерла от чахотки в Лондоне.
В 1788 году Р. В. Кроун женился второй раз, на Марте Найт (Martha Knight) (1754-1839), для которой это был также второй брак. Свадьба состоялась накануне отъезда будущего адмирала в Россию, 11 февраля 1788 года в Лондоне в Церкви Святого Мартина. Их брак распался до 1825 года, когда Р. В. Кроун женился третий раз; Марта уехала в Англию, где и скончалась 28 августа 1839 года. Тем не менее, во втором браке у супругов родились:
- Егор Романович (George Frederic; 1791—?) — родился в Санкт-Петербурге 30 декабря 1791 года; 13 февраля 1792 года был крещён в англиканской церкви; вскоре вместе с матерью был отправлен в Англию, где прошло его детство и юность; 11 апреля 1819 года в городке Бервик-апон-Твид, Нортумберленд на севере Англии он женился на Изабелле Симпсон (1801—1878). Служил в английском флоте, но в апреле 1822 года изъявил желание, идя по стопам своего отца, служить в России; был принят в состав российского флота в чине лейтенанта и служил на Балтийском флоте до выхода в отставку в феврале 1831 года. В России у них родились сыновья:
  - Александр Егорович (Malclein Alexander Crown; 08.04.1823, Кронштадт — 26.01.1900). После окончания Морского корпуса служил на Балтийском флоте, а затем на Дальнем Востоке. В 1871–1875 гг. исполнял обязанности Главного командира портов Восточного океана и военного губернатора Приморской области Восточной Сибири; 11 апреля 1888 года был произведён в чин вице-адмирала. У него сын:
    - Николай Александрович (1858—?) — капитан 2-го ранга (1884); был женат (с 1883) на сестре В. А. Косоговского, Вере Андреевне (1858—1884).

  - Егор Егорович (Georg Robert; 25.03.1825, Ревель — 25.05.1855, Санкт-Петербург). В 1841 году окончил Морской кадетский корпус; служил на Балтийском флоте, плавал на фрегатах «Екатерина», «Аврора», «Отважность» и «Постоянство»; 18.09.1847 был переведён в Галицкий егерский полк в чине штабс-капитана.
  - Фома Егорович (Thomas Frederick; 06.07.1826, Ревель — 23.05.1893, Николаев). После окончания Морского корпуса служил на Балтийском флоте. В 1870 году был переведён на Черноморский флот с назначением командиром строившейся императорской паровой яхты «Ливадия». Затем был командиром императорской яхты «Штандарт». С 1882 года — контр-адмирал. В 1888 году вышел в отставку с производством в вице-адмиралы.
- Анна Романовна (Anna Catharina Crown; 04.02.1793—30.08.1833) — была замужем за надворным советником, доктором Иваном Прокофьевичем Баженовым (1791—1872). Их сыновья:
  - Баженов, Александр Иванович (1820—1897) — вице-адмирал (1886)
  - Баженов, Роман Иванович (1821—1896) — вице-адмирал (1885)
- Дмитрий Романович (Edmund Coutts; ?—?) — мичман (1819), затем штабс-капитан; был женат на Елене Мейер[8].

В третьем браке родился сын:
- Василий Романович (?—?) — мичман (1842), лейтенант (1849)[9].